# الكيميائي المتشكك
الكيميائي المتشكك: أو Chymico-Physical Doubts & Paradoxes هو عنوان عمل ضخم لروبرت بويل من المؤلفات العلمية، التي نشرت في لندن في عام 1661. في شكل حوار، والكيميائي المتشكك قدم فرضية بويل في هذه المسألة حيث المادة تتألف من ذرات ومجموعات من ذرات في حركة دائمة، وأن كل ظاهرة تفسر نتيجة اصطدام الجسيمات في الحركة. لهذه الأسباب تم تسمية روبرت بويل مؤسس الكيمياء الحديثة من قبل ج. آر. بارتنجتون.

## المحتويات
الجزء الأول يبدأ مع 5 أصدقاء (كارنياديس المضيف والمتشكك، يوحنا النحوي والكيميائي ثامسطيوس والأرسطي، إليوثيريويس [بحاجة لتوضيح] القاضي نزيه والراوي) لم يذكر اسمه في اجتماع في حديقة كارنياديس والدردشة حول مكونات الهيئات المختلطة.

## المواضيع الرئيسية
بويل أول من افترض أن النار ليست محللا أو عاما مذيبا ويكفي تقسيم جميع الهيئات إلى العكس جان بيجوين وجوزيف دوتشيسن. لاثبات ذلك التفت لدعم جان المعمدان فان هيلموت الذي اقترح Alkahest أو مذيب عام اشتهر ليكون عاملا محللا عاما.
رفض بويل نظرية أرسطو للأربعة عناصر (الأرض والهواء والنار، والماء) وكذلك مبدأ الثلاثة (الملح والكبريت والزئبق) التي اقترحها باراسيلسوس. بعد مناقشة العناصر الكلاسيكية والمبادئ الكيميائية في الأجزاء الخمسة الأولى من الكتاب، بويل يحدد المفهوم الحديث للعنصر كيميائي في الجزء السادس:
أنا أعنى الآن من قبل عناصر، مثل تلك التي يتحدث عنها الكيميائيون وهى مبادئ بسيطة قد فعلت من قبل، وبعض الهيئات كانت بدائية وبسيطة، أو غير مختلطة بغيرها من العناصر تماما؛ أي لا لاتشترك مع أية هيئات أخرى، أو من بعضها البعض، لتتفاقم على الفور المكونات من جميع تلك الهيئات call'd mixt تماما، وإلى التي يتم تكونها في نهاية المطاف.

## Influence
Its influence can be discerned in Nicholas Brady's reference to "jarring seeds" in his Ode to St. Cecilia (set by هنري برسل in 1691, well before دانييل برنولي's حركة حرارية):

Soul of the World! Inspir'd by thee,
The jarring Seeds of Matter did agree,
Thou didst the scatter'd Atoms bind,
Which, by thy Laws of true proportion join'd,
Made up of various Parts one perfect Harmony.

## Cultural References
The Sceptical Chymist is referenced in QuickSilver (a novel by Neal Stephenson)

## روابط خارجية
- الكيميائي المتشكك على موقع الموسوعة البريطانية (الإنجليزية)

- Scan of the 1661 edition, at archive.org
- Transcription of the book at Project Gutenberg
- In retrospect: The Sceptical Chymist Article by Lawrence Principe in نيتشر, January 5, 2011
- Davidson، John S. "Annotations to Boyle's "The Sceptical Chymist"" (PDF). مؤرشف من الأصل (PDF) في 2022-10-05. اطلع عليه بتاريخ 2014-04-11.